# クリブドン・タウンFC
クリブドン・タウン・フットボールクラブ（Clevedon Town Football Club）はイングランド、サマセット州、ノース・サマセット、クリブドンを本拠地とするサッカークラブチームである。2010-2011シーズンはサウザンプレミアフットボールリーグ・ディヴィジョン1・サウス&ウェスト（8部相当）に所属。

## クラブ名称
- 1880 - 1977 クリブドンFC
- 1977 - 現在 クリブドン・タウンFC

## タイトル

### 国内タイトル
- サウザンリーグ・ミッドランドディヴィジョン:1回

1998-1999
- サウザンリーグ・ウェスタンディヴィジョン:1回

2005-2006

### 国際タイトル
- なし

## 過去の成績
- 2006-2007

Southern League Premier 18位
- 2007-2008

Southern League Premier 11位